# Lijst van ridders in de Leopoldsorde
Dit is een lijst van gedecoreerden als ridder in de Belgische Leopoldsorde waarover een geaccepteerd artikel in de encyclopedie staat.

## A
- William Adam
- Els Ampe
- Filip Anthuenis
- Louis Artan
- Yolande Avontroodt

## B
- Daniel Bacquelaine
- Johan Ballegeer
- Sonja Becq
- Louis Beerenbroek
- Tony Bell
- Jules Bertin
- Jean-Baptiste Bethune
- David Jozef Bles
- Jan Bols
- Johannes Bosboom
- Maxime de Bousies
- Joseph Bovy
- Vina Bovy
- Jozef Braeckman
- Joseph Braet
- Jan Broeckaert
- Eugène Broerman
- August Bulcke
- Théophile Bureau
- Nand Buyl
- Paul Buysse
- Ivo Belet

## C
- Karlos Callens
- Kristof Calvo
- Daniël Cardon de Lichtbuer
- Olivier Chastel
- Karel Cogge
- Jean Colin
- Christophe Collignon
- Johanna Courtmans-Berchmans
- Hubert Chantraine
- David Clarinval
- Lode Ceyssens
- Jean-Luc Crucke

## D
- Hortense Daman
- Jan Baptist David
- Petrus Jozef de Caters
- Louise De Hem
- Frans de Loë-Imstenraedt
- Jos De Meyer
- Willy Demeyer
- Pol de Mont
- Jan-Pieter De Nayer
- Paul de Pessemier 's Gravendries
- Frans De Potter
- Joseph de Puysseleyr
- Johannis de Rijke
- Willem Carolus De Roo
- Mia De Schamphelaere
- Edmond De Schampheleer
- Jean de Selys Longchamps
- Auguste de T'Serclaes
- Nestor de Tière
- Eduard De Vos
- Isidore Diegerick
- Frans-Ernest Dieltiens
- Elio Di Rupo
- Ferdinand d'Udekem de Guertechin
- Augustin Dumon-Dumortier
- Josuë Dupon
- Jean-Baptiste de Pauw
- Roel Deseyn
- Jozef Dauwe
- Louis D'haeseleer
- Kurt De Loor
- Denis Ducarme
- Martine Dardenne
- Philippe De Coene
- Dalila Douifi
- Olivier Destrebecq
- Leen Dierick

## E
- James Ensor

## F
- Jimmy Frey
- Eusèbe Feys
- Victor Fris
- Charles Frison
- Edouard Froidure
- Dimitri Fourny

## G
- Paul Joseph Constantin Gabriël
- Hendrik Geeraert
- Joseph Louis Geirnaert
- Vic Gentils
- Guido Gezelle
- Georges Gilkinet
- Louis Gilliodts
- Cyprien Godebski
- Peter Goossens
- David Geerts
- Jacqueline Galant
- Luc Gustin
- Georges Gilkinet

## H
- André Hallet
- Edouard Hamman
- Margriet Hermans
- Fernand Huts

## I
- Paul Ibou

## J
- Kattrin Jadin
- Magda Janssens 1926 (1884-1973)

## K
- Joseph Keunen
- Louis Keunen
- Barend Cornelis Koekkoek
- Zakia Khattabi
- Theo Kelchtermans
- Meryame Kitir

## L
- Jan-Jacques Lambin
- Lambrecht Lambrechts
- Nahima Lanjri
- Hector Le Blus
- Henri Leeuw sr.
- Josée Lejeune
- Adrien-Charles Le Mayeur de Merprès
- Kathy Lindekens
- Polydoor Lippens
- Marcel Logist
- Jan Lonink
- Virginie Loveling
- Nele Lijnen
- Lies Laridon

## M
- Michiel Maertens
- Johan Malcorps
- Pol Mara
- Marie-Christine Marghem
- Marc Matthys
- Louis Melsens
- Félix Messiaen
- Constantin Meunier
- Robert Mols
- Jacky Morael
- Roger Morsa
- François Musin
- Hubert Mussche

## N
- Willy Naessens

## P
- Harry Patch
- Fatma Pehlivan
- André Plumot

## R
- Louis Raemaekers
- Hilda Ram
- Frans Rens
- Oscar Rillaerts
- Henriëtte Ronner-Knip

## S
- Fatiha Saïdi
- Alexander Schaepkens
- Willem-Frederik Schiltz
- Bobbejaan Schoepen
- Michel Schooyans
- Hendrik Sermon
- Marc Sleen
- Jakob Smits
- Cornelis Springer
- Paul Staes
- Helga Stevens
- Karel Stroo

## T
- Lourens Alma Tadema
- Martine Taelman
- Pieter Jozef Taeymans
- Fauzaya Talhaoui
- Max Temmerman
- Edmond Thieffry
- Louis Titz
- Bart Tommelein
- Petrus Jozef Triest
- Edmond Tschaggeny
- Will Tura
- Pierre-Joseph Turine
- Raf Terwingen

## V
- Carina Van Cauter
- Dany Vandenbossche
- Marilou Vanden Poel-Welkenhuysen
- Irène Van der Bracht
- Frederik Van Der Noot
- Prudens van Duyse
- Juan Van Halen
- Emiel Van Hamme
- Geert Van Hecke
- Stefaan Van Hecke
- Koen Van den Heuvel
- Paul Van Hoeydonck
- Maurice Vanhoutte
- Pieter Frans van Kerckhoven
- Cornelis Van Leemputten
- Jozef Van Lerius
- Wim Vanlessen
- Jules Jean Vanobbergen (Lange Jojo)
- Jan Van Poppel
- Maurice Verbaet
- David Verbeke
- Stefaan Vercamer
- Mark Verhaegen
- Edmond Verhamme
- Isidore Verheyden
- Jan Antoon Verschaeren
- Jan Pieter Antoon Verschuylen
- Johan Verstreken
- Julius Vuylsteke

## W
- Antonie Waldorp
- Eddy Wally
- Alphonse Wauters
- Pieter-Engelbert Wauters
- Luc Willems
- Paul Wille

## X Y Z
- Veli Yüksel
- Alain Zenner